# Châteauneuf-en-Thymerais
Pour les articles homonymes, voir Châteauneuf.
Châteauneuf-en-Thymerais est une commune française située dans le nord-ouest du département d'Eure-et-Loir en région Centre-Val de Loire. Situé aux portes de l'Île-de-France, de la Normandie, du Perche et de la Beauce, cet ancien chef-lieu de canton peuplé de plus de 2 500 habitants fut autrefois une place forte importante régnant sur toute la province du Thymerais.
Né de la volonté farouche de ses premiers seigneurs pour faire face à la menace que faisaient peser les ducs de Normandie sur le royaume de France, âprement disputé et dévasté au cours des âges, le château fut finalement rasé, mais la ville resta. Celle-ci perdit progressivement de son importance et le fief dont elle était le centre fut dépecé, si bien que la baronnie qu'elle était devenue au XVIIIe siècle était loin d'avoir la même étendue qu'au XIIIe siècle.
La ville connaît depuis la fin de la Seconde Guerre mondiale un fragile renouveau, en tirant parti de sa situation géographique, lié à sa proximité de Paris et des bassins d'emplois de Chartres et de Dreux. Elle a réussi à attirer certaines entreprises industrielles, à conserver une partie de son activité commerciale, tout en enregistrant un développement démographique, faible mais régulier. Appartenant au syndicat mixte du Pays Drouais, la ville est devenue en 2003 le centre de la communauté de communes du Thymerais. En janvier 2014, elle constitue avec quatre autres communautés de communes et Dreux-Agglo la communauté d'agglomération du Pays de Dreux.

## Géographie

### Situation
Ancienne capitale du Thymerais après avoir ravi ce titre à sa voisine Thimert, Châteauneuf-en-Thymerais se situe au sud de la Normandie et du Drouais, à l'ouest et au nord de la Beauce et du Pays chartrain et à l'est du Perche.
La ville a été construite à la suite des aléas de l'histoire dans une région couverte de forêts appelée, vers l'an 600 voire à une époque bien plus reculée, le Perche. Cette appellation ne s'appliquait pas encore au début du XIe siècle aux divisions politiques ou administratives. Néanmoins, la région boisée du Perche fut partagée entre le comté de Corbon (Mortagne), la baronnie de Châteauneuf, le comté et l’évêché de Chartres, la vicomté de Châteaudun et le comté de Vendôme. Le défrichement progressif de cette forêt fit reculer le Perche et laissa place au Thymerais.

Situation géographique
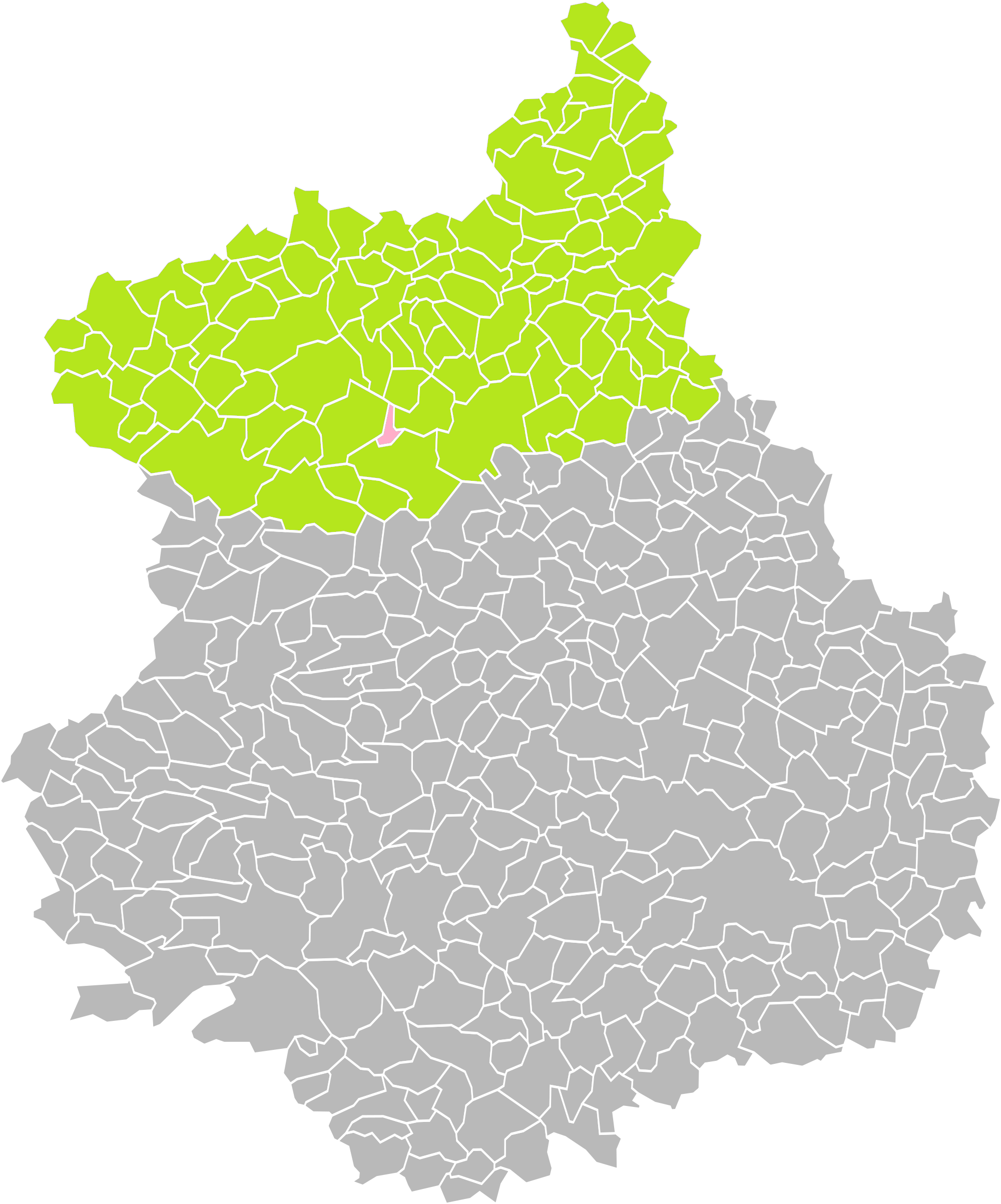
Châteauneuf-en-Thymerais dans son arrondissement.
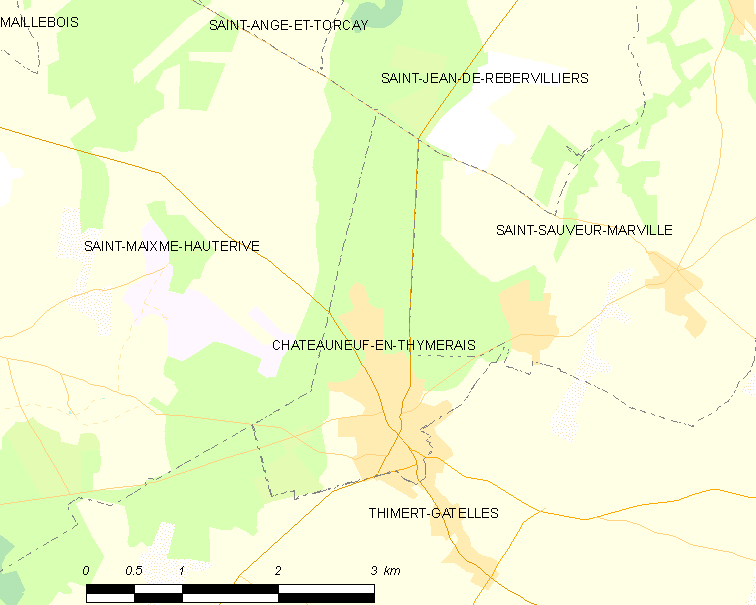
Carte de la commune de Châteauneuf-en-Thymerais.

### Communes limitrophes

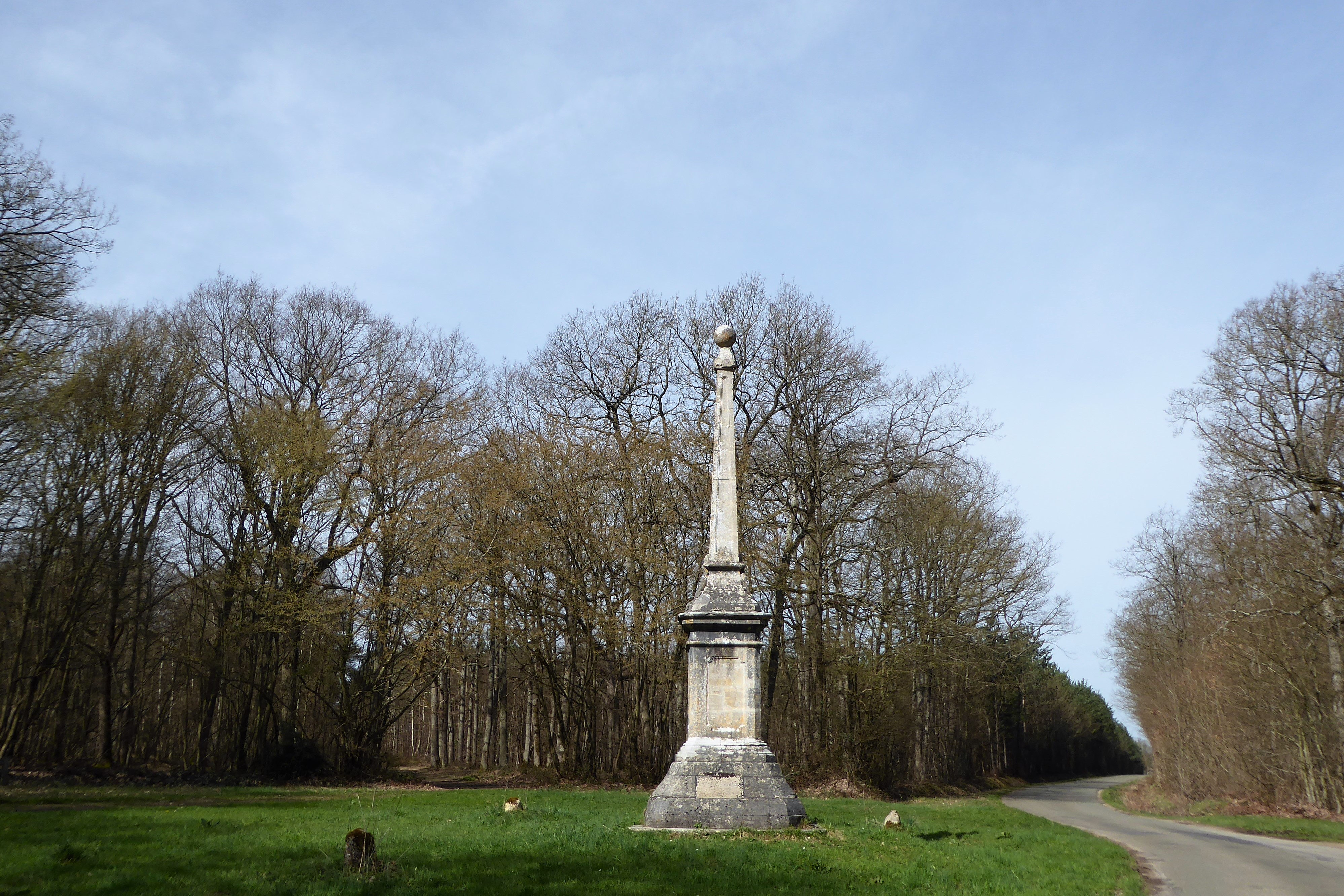
La pyramide du rond de France, délimitant les communes de Châteauneuf-en-Thymerais, Saint-Maixme-Hauterive et Saint-Jean-de-Rebervilliers.

| Saint-Maixme-Hauterive                              | (Dreux, Tréon par D928)) Saint-Jean-de-Rebervilliers | (Paris, Nogent-le-Roi, Tremblay-les-Villages, par D26) Saint-Sauveur-Marville |
| Saint-Maixme-Hauterive (Senonches, La Ferté-Vidame) | Châteauneuf-en-Thymerais                             | Thimert-Gâtelles                                                              |
| Thimert-Gâtelles                                    | Thimert-Gâtelles                                     | Thimert-Gâtelles (Danger, Mainvilliers, Chartres par D939)                    |

### Transports

#### Accès routier
Châteauneuf-en-Thymerais est un carrefour routier. Elle est traversée du sud-est au nord-ouest par la D 939 qui relie Chartres, ville desservie par l'autoroute A11, à Verneuil-sur-Avre où passe la route nationale 12. L'autre axe qui traverse la ville du nord-est au sud-ouest est la D 928 qui relie Dreux, également desservie par la RN 12, à Nogent-le-Rotrou.
Châteauneuf est desservie par les cars Transbeauce, notamment la ligne 24 qui relie la ville à Dreux et la ligne 4 qui la relie à Chartres.

#### Chemin de fer

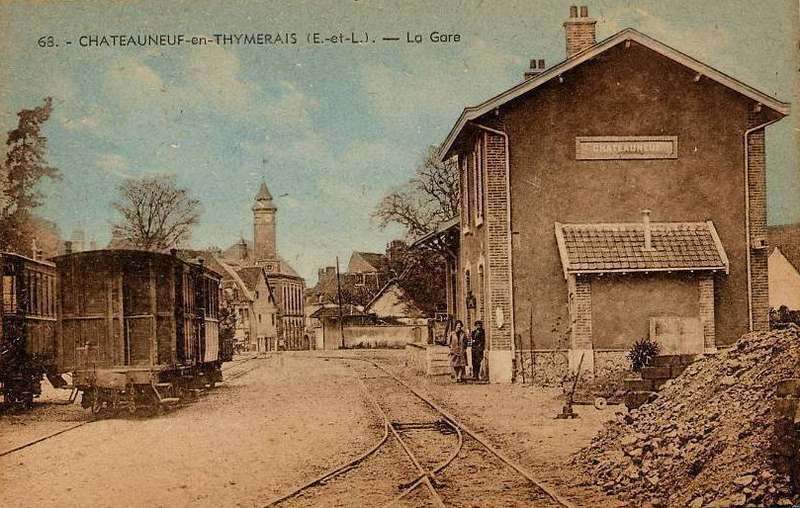
La gare des Tramways d'Eure-et-Loir.
La ligne de ce chemin de fer secondaire à voie métrique vers Saint-Sauveur-Marville fonctionna de 1899 à 1932.

À la fin du XIXe siècle et dans la première partie du XXe siècle, Châteauneuf disposait d'une ligne de chemin de fer à gabarit spécial (tram à vapeur) qui la reliait à la gare de Saint-Sauveur-Marville. Celle-ci débouchait de la forêt et passait au cœur de la ville en empruntant la rue de Dreux et le boulevard Jean-Jaurès. Les seuls vestiges de cette ligne sont les anciens bâtiments techniques de la ligne, situés à l'orée de la forêt sur la route de Dreux, qui ont été reconvertis en maison des associations avec boulodrome.
Ce type de ligne fut rendu possible sous Napoléon III. Alors que les réseaux de chemin de fer couvraient progressivement la France en reliant les principales villes, nombre de petites communes souhaitaient être desservies à leur tour par le train. La loi Migneret du 12 juillet 1865 fut votée dans ce cadre. Elle permit de réaliser des économies en proposant une réglementation plus souple. Dès lors, les départements et les communes ont commencé à réaliser des travaux pour développer des réseaux locaux, choisissant généralement l'écartement métrique, donnant naissance à une multitude de lignes locales qui fermeront néanmoins toutes avant la Seconde Guerre mondiale, souvent pour des raisons économiques.

### Climat
Pour des articles plus généraux, voir Climat du Centre-Val de Loire et Climat d'Eure-et-Loir.
En 2010, le climat de la commune est de type climat océanique dégradé des plaines du Centre et du Nord, selon une étude du CNRS s'appuyant sur une série de données couvrant la période 1971-2000. En 2020, Météo-France publie une typologie des climats de la France métropolitaine dans laquelle la commune est exposée à un climat océanique altéré et est dans la région climatique Sud-ouest du bassin Parisien, caractérisée par une faible pluviométrie, notamment au printemps (120 à 150 mm) et un hiver froid (3,5 °C).
Pour la période 1971-2000, la température annuelle moyenne est de 10,4 °C, avec une amplitude thermique annuelle de 14,6 °C. Le cumul annuel moyen de précipitations est de 673 mm, avec 11,2 jours de précipitations en janvier et 8 jours en juillet. Pour la période 1991-2020, la température moyenne annuelle observée sur la station météorologique de Météo-France la plus proche, « Thimert », sur la commune de Thimert-Gâtelles à 1 km à vol d'oiseau, est de 11,4 °C et le cumul annuel moyen de précipitations est de 634,8 mm,. Pour l'avenir, les paramètres climatiques de la commune estimés pour 2050 selon différents scénarios d'émission de gaz à effet de serre sont consultables sur un site dédié publié par Météo-France en novembre 2022.
| Mois                                  | jan.             | fév.            | mars          | avril         | mai           | juin          | jui.           | août          | sep.         | oct.          | nov.          | déc.             | année      |
| ------------------------------------- | ---------------- | --------------- | ------------- | ------------- | ------------- | ------------- | -------------- | ------------- | ------------ | ------------- | ------------- | ---------------- | ---------- |
| Température minimale moyenne (°C)     | 1,7              | 1,4             | 3             | 4,5           | 7,8           | 10,8          | 12,6           | 12,8          | 10,3         | 8             | 4,5           | 2,1              | 6,6        |
| Température moyenne (°C)              | 4,2              | 4,8             | 7,7           | 10,3          | 13,8          | 17            | 19,3           | 19,5          | 16           | 12,1          | 7,5           | 4,6              | 11,4       |
| Température maximale moyenne (°C)     | 6,7              | 8,2             | 12,3          | 16,1          | 19,7          | 23,2          | 26             | 26,1          | 21,8         | 16,2          | 10,4          | 7,1              | 16,1       |
| Record de froid (°C) date du record   | −17,6 06.01.1979 | −15 11.02.12    | −13 13.03.13  | −4,5 08.04.03 | −2 05.05.1979 | 0 04.06.1991  | 4,1 04.07.1984 | 4 31.08.1986  | 1,4 30.09.18 | −4 30.10.1997 | −9,5 30.11.10 | −10,8 29.12.1996 | −17,6 1979 |
| Record de chaleur (°C) date du record | 17,1 27.01.03    | 19,8 14.02.1998 | 24,5 17.03.04 | 29,6 20.04.18 | 32 27.05.05   | 36,5 29.06.19 | 41,1 25.07.19  | 41,8 05.08.03 | 35 15.09.20  | 30 01.10.11   | 21,4 01.11.15 | 15,9 07.12.00    | 41,8 2003  |
| Précipitations (mm)                   | 58,9             | 47,2            | 47,7          | 45,1          | 59,8          | 48,9          | 46,6           | 45,5          | 46,9         | 58,5          | 60            | 69,7             | 634,8      |

## Urbanisme

### Typologie
Au 1er janvier 2024, Châteauneuf-en-Thymerais est catégorisée bourg rural, selon la nouvelle grille communale de densité à 7 niveaux définie par l'Insee en 2022.
Elle appartient à l'unité urbaine de Châteauneuf-en-Thymerais, une unité urbaine monocommunale constituant une ville isolée,. Par ailleurs la commune fait partie de l'aire d'attraction de Chartres, dont elle est une commune de la couronne,. Cette aire, qui regroupe 117 communes, est catégorisée dans les aires de 50 000 à moins de 200 000 habitants,.

### Occupation des sols
L'occupation des sols de la commune, telle qu'elle ressort de la base de données européenne d’occupation biophysique des sols Corine Land Cover (CLC), est marquée par l'importance des forêts et milieux semi-naturels (58,5 % en 2018), une proportion sensiblement équivalente à celle de 1990 (58,9 %). La répartition détaillée en 2018 est la suivante : 
forêts (53,2 %), zones urbanisées (31,9 %), terres arables (9,6 %), milieux à végétation arbustive et/ou herbacée (5,3 %). L'évolution de l’occupation des sols de la commune et de ses infrastructures peut être observée sur les différentes représentations cartographiques du territoire : la carte de Cassini (XVIIIe siècle), la carte d'état-major (1820-1866) et les cartes ou photos aériennes de l'IGN pour la période actuelle (1950 à aujourd'hui).

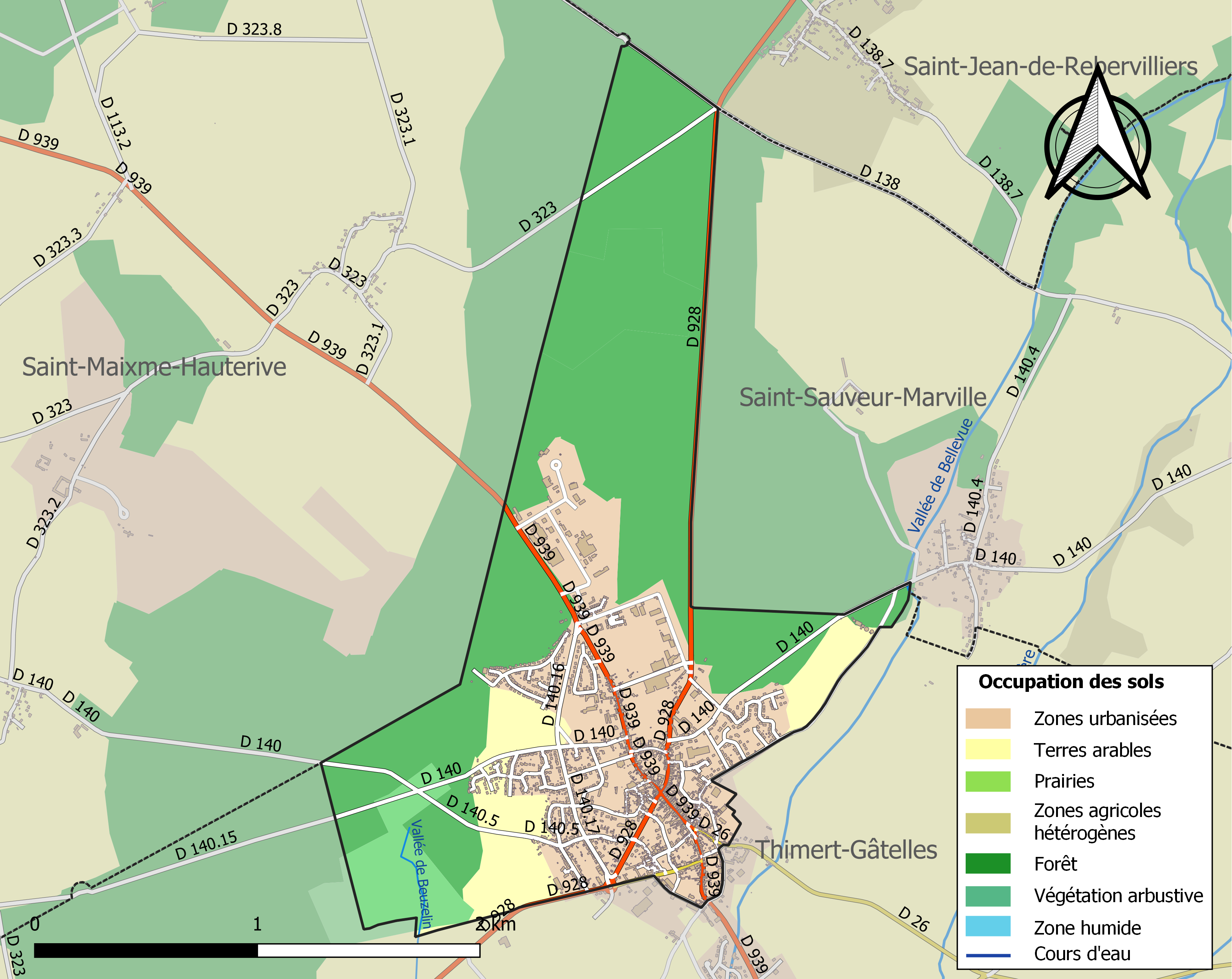
Carte des infrastructures et de l'occupation des sols de la commune en 2018 (CLC).

### Risques majeurs
Le territoire de la commune de Châteauneuf-en-Thymerais est vulnérable à différents aléas naturels : météorologiques (tempête, orage, neige, grand froid, canicule ou sécheresse), inondations, mouvements de terrains et séisme (sismicité très faible). Il est également exposé à un risque technologique, le transport de matières dangereuses. Un site publié par le BRGM permet d'évaluer simplement et rapidement les risques d'un bien localisé soit par son adresse soit par le numéro de sa parcelle.

#### Risques naturels
Certaines parties du territoire communal sont susceptibles d’être affectées par le risque d’inondation par débordement de cours d'eau, notamment La commune a été reconnue en état de catastrophe naturelle au titre des dommages causés par les inondations et coulées de boue survenues en 1999,.

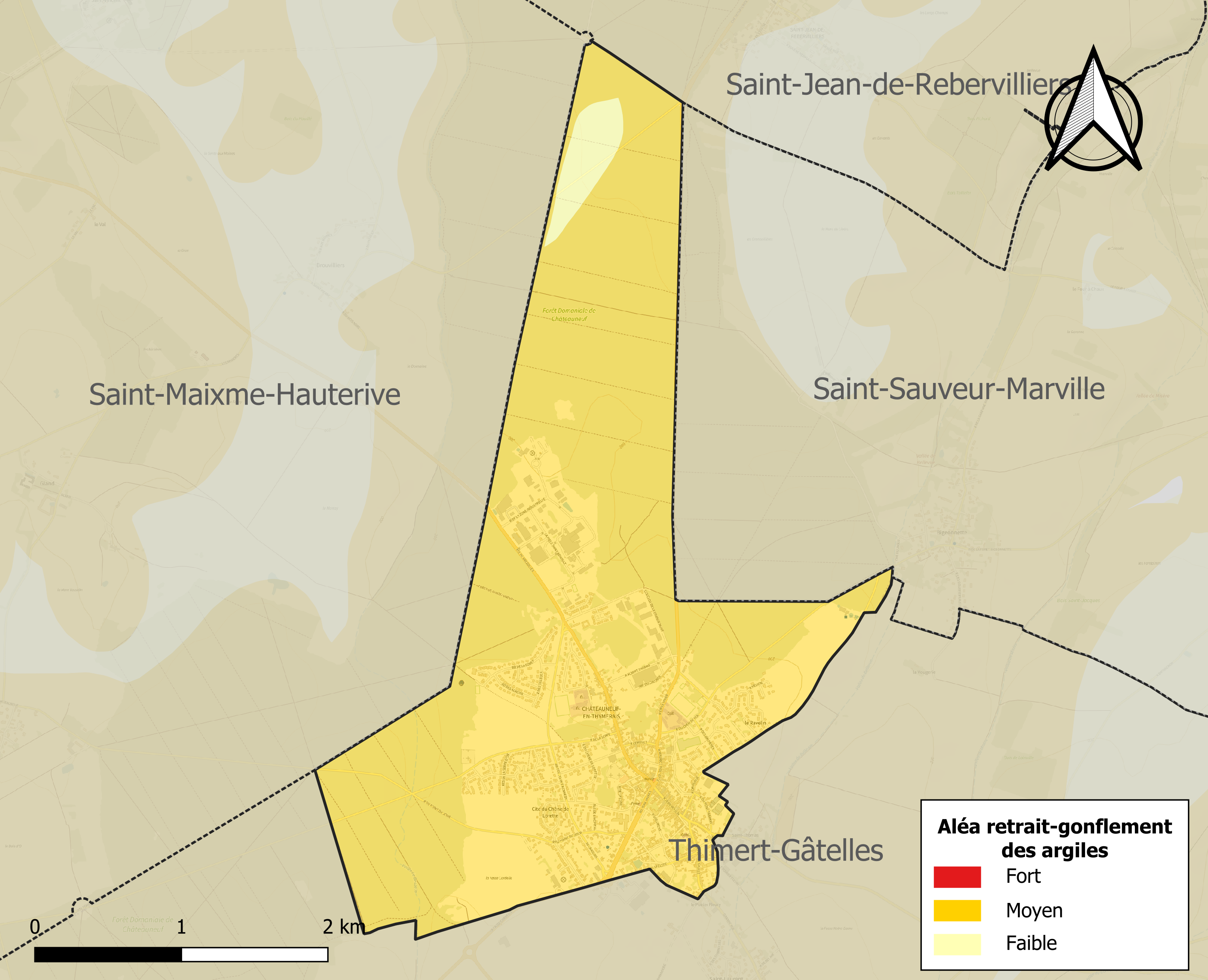
Carte des zones d'aléa retrait-gonflement des sols argileux de Châteauneuf-en-Thymerais.

La commune est vulnérable au risque de mouvements de terrains constitué principalement du retrait-gonflement des sols argileux. Cet aléa est susceptible d'engendrer des dommages importants aux bâtiments en cas d’alternance de périodes de sécheresse et de pluie. 97,5 % de la superficie communale est en aléa moyen ou fort (52,8 % au niveau départemental et 48,5 % au niveau national). Sur les 952 bâtiments dénombrés sur la commune en 2019, 952 sont en aléa moyen ou fort, soit 100 %, à comparer aux 70 % au niveau départemental et 54 % au niveau national. Une cartographie de l'exposition du territoire national au retrait gonflement des sols argileux est disponible sur le site du BRGM,.
Concernant les mouvements de terrains, la commune a été reconnue en état de catastrophe naturelle au titre des dommages causés par la sécheresse en 1996 et par des mouvements de terrain en 1999.

#### Risques technologiques
Le risque de transport de matières dangereuses sur la commune est lié à sa traversée par des infrastructures routières ou ferroviaires importantes ou la présence d'une canalisation de transport d'hydrocarbures. Un accident se produisant sur de telles infrastructures est en effet susceptible d’avoir des effets graves au bâti ou aux personnes jusqu’à 350 m, selon la nature du matériau transporté. Des dispositions d’urbanisme peuvent être préconisées en conséquence.

## Toponymie
Les villages de la région ont progressivement perdu leur qualificatif en Perche. C'est ainsi que Châteauneuf adopta celui d'en Thymerais pour la distinguer d'une localité homonyme.
En 1058, Albert Ribaud, seigneur du Thymerais, ayant pris parti contre Guillaume le Conquérant, Duc de Normandie et futur roi d'Angleterre, celui-ci s'empara de Thimert et y laissa un gouverneur, mais l'année suivante, Henri Ier roi de France, lui reprit ce château fort et le fit raser. Ce fut avec ses débris que Gaston ou Gazon d'Avesgaud, beau-frère d'Albert Ribaud fit construire à peu de distance, dans une clairière au milieu des bois, un fort nommé Chastel neuf. Il se forma autour d'un bourg du même nom, qui devint bientôt la capitale de la région naturelle du Thymerais, citée sous le vocable de Theodemerensis dans une charte du Prieuré de St-Martin de Chamars qui date du XIe siècle, elle tient son nom de son appartenance à Theodemer (prince d'une famille mérovingienne) qui est noté Themerensis plus tardivement, c'est-à-dire *Themereis en ancien français, d'où Thymerais.

## Histoire

### Moyen Âge
Albert et Gaston sont vassaux du comte de Chartres (Thibaud III), des comtes de Dreux et des comtes du Perche. Or Thibault III guerroie contre Guillaume le Conquérant, lesquels se disputent la possession du Drouais et du Vexin normand. Mais Gaston prend position pour Guillaume le Conquérant. Albert reste fidèle au Roi de France Henri Ier ce qui lui vaudra d'être chassé de Thimert par Guillaume le Conquérant où il installe un de ses vassaux. Henri Ier venge son féal, son « fidèle Albert » en assiégeant lui-même Thimert en 1058 et rase le château en 1059. Gaston fait dès lors bâtir à quelques distances de là dans une clairière un nouveau fort appelé Chastel Neuf (castrum novum) autour duquel se formera un bourg (devenu Châteauneuf-en-Thimerais). Gaston et Albert furent longtemps en guerre au sujet de Châteauneuf et finirent par se réconcilier.
D'un point de vue féodal, le Thymerais formait dès 1200 un seul et grand fief dont le centre était Châteauneuf-en-Thymerais. La châtellenie de Châteauneuf-en-Thymerais s'étendait sur une zone délimitée grossièrement par l'Avre au nord et l'Eure au sud et à l'est. La châtellenie couvrait plus de 80 villages compris dans ces limites mais aussi des villages des départements de l'Eure (Acon, Armentières-sur-Avre, Saint-Martin-du-Vieux-Verneuil et Saint-Victor-sur-Avre) et de l'Orne (Charencey, Moussonvilliers, Normandel et La Trinité-sur-Avre).
Hugues qui avait épousé Mabile, fille de Roger de Montgommery et de Mabile de Bellême, donna asile à Châteauneuf à Robert Courteheuse, révolté contre son père à la suite d'une brouille avec ses frères et l'échec de la prise du château de Rouen. Guillaume le Conquérant vint alors faire, en 1078, le siège de Regmalard, qui finit par se rendre. Il était accompagné de Rotrou III du Perche, comte de Mortagne, seigneur suzerain de Regmalard.
Le château fut pillé en 1169 par le roi Henri Ier d'Angleterre, à la suite de la destruction de Chennebrun, situé sur la rive gauche de l'Avre, l'année précédente par le roi de France. Le château fut à nouveau attaqué par Henri II Plantagenêt, qui brûla la forteresse, mais celle-ci fut reconstruite en 1189 par Hughes III du Châtel, seigneur du Thymerais. Hughes III reçut au château le roi Louis VII le Jeune à l'occasion de l'inauguration de la foire Saint-Jacques à Boutaincourt. La chapelle Saint-Thomas fut construite à cette époque dans les faubourgs de la ville (aujourd'hui rue Saint-Thomas entre la route de Chartres et celles de Nogent-le-Roi). Fermée à l'exercice du culte depuis la Révolution, elle fut élevée en l'honneur de saint Thomas Becket, archevêque de Cantorbéry.
En 1269, le roi Louis IX ou Saint-Louis, venu à Thimert se rendit au château de Châteauneuf. À cette époque, une foire importante placée sous le patronage de saint Arnoult, se tenait en juillet, dans un faubourg de la ville, derrière la Grande Noë.
Châteauneuf fut érigé en 1314 en baronnie-pairie vassale de la Couronne, relevant de la Tour du Louvre. La baronnie était alors composée de quatre châtellenies : Chàteauneuf, Brezolles, Senonches et Champrond-en-Gâtine. La châtellenie de Champrond-en-Gastine avait été acquise en juin 1310 par Charles Ier, comte d'Alençon et du Perche, au moyen d'un échange avec Enguerrand de Marigny, chambellan du roi, et Havis de Mons, sa femme, qui la tenaient de Gaucher de Châtillon, comte de Ponthieu. La baronnie de Châteauneuf-en-Thymerais resta à la maison d'Alençon jusqu'à son extinction en 1525 avec Charles IV d'Alençon.
Pendant la guerre de Cent Ans, les Bourguignons, sous le commandement du maréchal de Longny prirent la ville. Reprise par la suite, elle fut de nouveau conquise par Warwick en 1418 et Henri V d'Angleterre y installa un de ses lieutenants.
La ville fut définitivement reprise par Jean d'Alençon après la bataille de Verdun en 1424.
Plus tard, Henri IV y établit un bailliage au début du XVIIe siècle.
En août 1449, le roi de France Charles VII vint à Châteauneuf et demeura trois jours au château.

### Époque moderne
À la mort de Charles IV d'Alençon en 1525, le roi fit saisir ses terres, dont la plupart avaient été données à ses ancêtres en apanage et devaient, faute de descendance mâle, revenir à la Couronne suivant la loi des apanages. Mais la baronnie de Châteauneuf ne faisait pas partie de l'apanage du duc d'Alençon. Le comte Charles II d'Alençon avait hérité d'un tiers cette baronnie de son frère Louis, comte de Chartres, par le partage de 1335 et Pierre II d'Alençon avait acquis les deux autres tiers en 1370, enfin Champrond avait été acquis par Charles, en 1310 ; aussi les deux sœurs du duc Charles, Françoise, femme de Charles IV de Bourbon, duc de Vendôme, et Anne, marquise de Montferrat, s'opposèrent à la saisie par le roi des biens de leur frère. Il s'ensuivit un procès qui ne fut terminé qu'en 1563 par une double transaction entre le roi Charles IX et les descendants d'Anne et de Françoise d'Alençon, dont le roi admettait les prétentions en leur restituant la baronnie de Châteauneuf-en-Thimerais. Celle-ci fut divisée entre les héritiers de Françoise d'Alençon, qui prirent Châteauneuf et Champrond et Louis de Gonzague, petit-fils d'Anne d'Alençon, marquise de Montferrat (devenu la même année duc de Nivernais par son mariage avec Henriette de Clèves) reçut  les villes, bourgs et châtellenies de Senonches et Brezolles-en-Thimerais, qui furent distraites de la baronnie de Châteauneuf. En février 1500 le roi Charles IX avait érigé les seigneuries de Brezolles et Senonches, cédées en principauté sous le nom de Mantoue, en faveur de Louis de Gonzague, père de Charles et furent érigées en principauté sous le nom de Mantoue.
En 1591, le comte de Soissons, pilla le château en même temps que ceux d'Arpentigny et de la Ferté-Vidame.
Le château ne fut jamais reconstruit et Châteauneuf revint au domaine royal et dépendait des seigneurs qui résidaient à Maillebois jusque vers le milieu du XVIIIe siècle. Le fief du Thymerais fut quant à lui progressivement démantelé si bien qu'à la fin du XVIIIe siècle la baronnie de Châteauneuf-en-Thymerais était loin d'avoir la même étendue qu'au XIIIe siècle.
À la fin du XVIIIe siècle, Châteauneuf était une dépendance de l'élection de Verneuil-sur-Avre et un des bailliages de la Généralité d'Alençon.

### Révolution française et Empire
Elle fut chef-lieu de district de 1790 à 1795. Elle prit le nom de Puy-la-Montagne à l'époque révolutionnaire.

### Époque contemporaine

#### XIXesiècle
Les dernières traces du château, ses douves, furent progressivement comblées au cours du XIXe siècle. Les dernières traces de celles-ci furent effacées dans la première moitié du XXe siècle pour laisser place à de nouvelles rues (notamment rue du Pont Tabarin, rue de la Petite Friche, rue Dulorens).

#### XXesiècle
Entre le 29 janvier 1939 et le 8 février, plus de 2 000 réfugiés espagnols fuyant l'effondrement de la république espagnole devant les troupes de Franco, arrivent en Eure-et-Loir. Devant l'insuffisance des structures d'accueil (le camp de Lucé et la prison de Châteaudun rouverte pour l’occasion), 53 villages sont mis à contribution, dont Châteauneuf-en-Thymerais. Les réfugiés, essentiellement des femmes et des enfants (les hommes sont désarmés et retenus dans le Sud de la France), sont soumis à une quarantaine stricte, vaccinés, le courrier est limité, le ravitaillement, s'il est peu varié et cuisiné à la française, est cependant assuré. Une partie des réfugiés rentrent en Espagne, incités par le gouvernement français qui facilite les conditions du retour, mais en décembre, 922 ont préféré rester et sont rassemblés à Dreux et Lucé.
Au XXe siècle, la ville eut à souffrir de bombardements durant l'année 1940 notamment lors de l'organisation d'une position défensive par le 26e régiment de tirailleurs sénégalais pour contrer l'avance allemande. La guerre finie, Châteauneuf vit l'arrivée de familles de soldats américains logées dans un lotissement au sud de la ville et qui travaillaient pour nombre d'entre eux sur la base aérienne américaine de Crucey au sud de Brezolles. Ceux-ci partirent en 1966 lors de la soustraction des forces françaises au commandement militaire intégré de l'OTAN décidée par De Gaulle expulsant dans les faits les bases américaines du territoire.
La 106e édition de Paris-Tours s'est élancée de Châteauneuf le 7 octobre 2012.

## Politique et administration

### Tendances politiques et résultats

#### Élections présidentielles, résultats des deuxièmes tours
- Élection présidentielle de 2017[29] : 50,32 % pour Emmanuel Macron (REM), 49,68 % pour Marine Le Pen (FN), 76,92 % de participation.
- Élection présidentielle de 2012[30] : 55,66 % pour Nicolas Sarkozy (UMP), 44,34 % pour François Hollande (PS), 81,00 % de participation.
- Élection présidentielle de 2007[31] : 58,43 % pour Nicolas Sarkozy (UMP), 41,57 % pour Ségolène Royal (PS), 81,68 % de participation.
- Élection présidentielle de 2002[32] : 74,56 % pour Jacques Chirac (RPR), 25,44 % pour Jean-Marie Le Pen (FN), 79,95 % de participation

#### Élections législatives, résultats des deuxièmes tours
- Élections législatives de 2012[33] : 55,96 % pour Olivier Marleix (UMP), 44,04 % pour Gisèle Boullais (PS), 58,09 % de participation.
- Élections législatives de 2007[34] : 55,96 % pour Gérard Hamel (UMP), 44,04 % pour Birgitta  Hessel (PS), 61,02 % de participation.
- Élections législatives de 2002[35] : 55,33 % pour Gérard Hamel (UMP), 44,67 % pour Birgitta Hessel (PS), 58,59 % de participation.

#### Élections européennes, résultats des deux meilleurs scores
- Élections européennes de 2009[36] : 35,08 % pour Jean-Pierre Audy (UMP), 14,31 % pour Henri Weber (PS), 36,07 % de participation.
- Élections européennes de 2004[37] : 32,44 % pour Catherine Guy-Quint (PS), 17,41 % pour Jean Verdon (FN), 42,48 % de participation.

#### Élections régionales, résultats des deux meilleurs scores
- Élections régionales de 2015[38] : 40,15 % pour Philippe Loiseau (Front national), 35,10 % pour Philippe Vigier (Union de la Droite), 53,38 % de participation.
- Élections régionales de 2010[39] : 44,62 % pour François Bonneau (PS), 38,18 % pour Hervé Novelli (UMP), 47,71 % de participation.
- Élections régionales de 2004[40] : 46,12 % pour Michel Sapin (PS), 34,91 % pour Serge Vinçon (UMP), 63,21 % de participation

#### Élections cantonales, résultats des deuxièmes tours
- Élections cantonales de 2011[41] : 57,03 % pour Jean Pierre Gaboriau (MODEM), 42,97 % pour Christelle Minard (UMP), 46,12 % de participation.
- Élections cantonales de 2004[42] : 53,51 % pour Jean Pierre Gaboriau (DVG), 20,65 % pour Charles Schpiro (UMP), 64,27 % de participation.

#### Référendums
- Référendum de 2005 relatif au traité établissant une constitution pour l’Europe[43] : 60,11 % pour le Non, 39,89 % pour le Oui, 70,24 % de participation.
- Référendum de 1992 relatif à la ratification du traité sur l'Union Européenne[44] : 57,12 % pour le Non, 42,88 % pour le Oui, 70,91 % de participation.

### Administration territoriale

#### Canton
Jusqu'en 2015, Châteauneuf-en-Thymerais était le chef-lieu d'un canton regroupant 14 communes (Ardelles, Le Boullay-les-Deux-Églises, Châteauneuf-en-Thymerais, Favières, Fontaine-les-Ribouts, Maillebois, Puiseux, Saint-Ange-et-Torçay, Saint-Jean-de-Rebervilliers, Saint-Maixme-Hauterive, Saint-Sauveur-Marville, Serazereux, Thimert-Gâtelles, Tremblay-les-Villages) et qui compte plus de 10.456 habitants (2008) répartis sur 294,3 km2. Le canton appartient à l'arrondissement de Dreux.. La commune appartient aujourd'hui au canton de Saint-Lubin-des-Joncherets, après fusion des cantons de Châteauneuf, Brezolles, Senonches et la Ferté-Vidame en 2015. Les conseillers généraux en sont Gérard Sourisseau, ancien maire de Saint-Lubin et Christelle Minard, maire de Tremblay-les-Villages.

#### Intercommunalité
Châteauneuf-en-Thymerais était jusqu'en 2015 le siège de la communauté de communes du Thymerais. Créée en 2003, la structure regroupait 13 communes du cantons après le départ de Serazereux en 2009. Son président était Jean-Pierre Gaboriau. La ville appartenait aussi au Syndicat mixte du Pays Drouais. Depuis 2015 la communauté de communes du Thymerais et le syndicat mixte du Pays Drouais ont été remplacés par la communauté d'agglomération du Pays de Dreux auquel la commune appartient dorénavant.
La commune appartient également à d'autres structures intercommunales telles que des syndicats intercommunaux à vocation multiple (SIVOM) et des syndicats intercommunaux à vocation unique (SIVU).
- Syndicat intercommunal du Thymerais ;
- Syndicat intercommunal d'assainissement et de drainage de la région de Thimert ;
- Syndicat départemental d'énergies d'Eure-et-Loir ;
- Syndicat intercommunal d'aménagement et de gestion de zones d'activités ;
- Syndicat intercommunal de production d'eau potable du Thymerais.

### Liste des maires
| Période | Période  | Identité             | Étiquette             | Qualité |
| ------- | -------- | -------------------- | --------------------- | --- |
| 1945    | 1983     | Émile Vivier         | SFIO puis PS          | Député d'Eure-et-Loir (1945-1946) et (1967-1968) Sénateur d'Eure-et-Loir (1971-1980) Président du conseil général d'Eure-et-Loir (1960-1976) Conseiller général du canton de Châteauneuf-en-Thymerais (1955-1979) |
| 1983    | 1989     | Pierre Le Bras       | RPR                   | |
| 1989    | 2020     | Jean-Pierre Gaboriau | PS puis MoDem puis SE | Médecin Conseiller général du canton de Châteauneuf-en-Thymerais (2001-2015) |
| 2020    | En cours | Jean-Louis Raffin    |                       | |

### Administration sous l'ancien régime
Jusqu'à la Révolution, Châteauneuf passe successivement entre les mains de plusieurs seigneurs.
Durant tout le Moyen Âge, du Xe au XIIIe siècle, c'est dans celles de la famille de Châteauneuf que la ville prend son essor et qu'elle se trouve au centre de l'histoire régionale. La réintégration de la Normandie dans le Royaume de France et la disparition sans postérité de la lignée directe de la famille de Châteauneuf met fin à cette période.
Châteauneuf tombe progressivement dans l'oubli et est administrée toute ou en partie par des descendants issus des différents ramages familiaux : Saint-Clair, Léon et la Roche.

### Jumelages
Châteauneuf-en-Thymerais entretient des relations avec la ville de Floh-Seligenthal située en Allemagne dans l'arrondissement de Schmalkalden-Meiningen dans le land de Thuringe.
| Ville | Ville            | Pays | Pays      |
| ----- | ---------------- | ---- | --------- |
|       | Floh-Seligenthal |      | Allemagne |

## Population et société

### Démographie

#### Évolution démographique
L'évolution du nombre d'habitants est connue à travers les recensements de la population effectués dans la commune depuis 1793. Pour les communes de moins de 10 000 habitants, une enquête de recensement portant sur toute la population est réalisée tous les cinq ans, les populations de référence des années intermédiaires étant quant à elles estimées par interpolation ou extrapolation. Pour la commune, le premier recensement exhaustif entrant dans le cadre du nouveau dispositif a été réalisé en 2008.

En 2022, la commune comptait 2 632 habitants, en évolution de −0,34 % par rapport à 2016 (Eure-et-Loir : −0,23 %, France hors Mayotte : +2,11 %).
| 1793  | 1800  | 1806  | 1821  | 1831  | 1836  | 1841  | 1846  | 1851  |
| ----- | ----- | ----- | ----- | ----- | ----- | ----- | ----- | ----- |
| 1 168 | 1 271 | 1 250 | 1 230 | 1 231 | 1 156 | 1 352 | 1 418 | 1 435 |

| 1856  | 1861  | 1866  | 1872  | 1876  | 1881  | 1886  | 1891  | 1896  |
| ----- | ----- | ----- | ----- | ----- | ----- | ----- | ----- | ----- |
| 1 504 | 1 467 | 1 489 | 1 423 | 1 517 | 1 455 | 1 490 | 1 400 | 1 361 |

| 1901  | 1906  | 1911  | 1921  | 1926  | 1931  | 1936  | 1946  | 1954  |
| ----- | ----- | ----- | ----- | ----- | ----- | ----- | ----- | ----- |
| 1 326 | 1 331 | 1 335 | 1 276 | 1 240 | 1 379 | 1 393 | 1 479 | 1 529 |

| 1962  | 1968  | 1975  | 1982  | 1990  | 1999  | 2006  | 2008  | 2013  |
| ----- | ----- | ----- | ----- | ----- | ----- | ----- | ----- | ----- |
| 1 968 | 2 081 | 2 248 | 2 338 | 2 459 | 2 423 | 2 521 | 2 549 | 2 640 |

| 2018  | 2022  | - | - | - | - | - | - | - |
| ----- | ----- | - | - | - | - | - | - | - |
| 2 596 | 2 632 | - | - | - | - | - | - | - |

#### Pyramide des âges
La population de la commune est relativement jeune.
En 2018, le taux de personnes d'un âge inférieur à 30 ans s'élève à 35,5 %, soit au-dessus de la moyenne départementale (34,7 %). À l'inverse, le taux de personnes d'âge supérieur à 60 ans est de 29,0 % la même année, alors qu'il est de 26,5 % au niveau départemental.
En 2018, la commune comptait 1 181 hommes pour 1 415 femmes, soit un taux de 54,51 % de femmes, largement supérieur au taux départemental (51,12 %).
Les pyramides des âges de la commune et du département s'établissent comme suit.
| Hommes | Classe d’âge | Femmes |
| ------ | ------------ | ------ |
| 1,2    | 90 ou +      | 3,8    |
| 8,6    | 75-89 ans    | 12,2   |
| 14,6   | 60-74 ans    | 16,7   |
| 18,4   | 45-59 ans    | 18,2   |
| 18,2   | 30-44 ans    | 16,5   |
| 17,6   | 15-29 ans    | 15,0   |
| 21,3   | 0-14 ans     | 17,6   |

| Hommes | Classe d’âge | Femmes |
| ------ | ------------ | ------ |
| 0,8    | 90 ou +      | 1,9    |
| 7,1    | 75-89 ans    | 9,5    |
| 17,3   | 60-74 ans    | 18     |
| 20,6   | 45-59 ans    | 20     |
| 18,2   | 30-44 ans    | 18,2   |
| 16,2   | 15-29 ans    | 14,4   |
| 19,8   | 0-14 ans     | 18,1   |

### Enseignement
Châteauneuf-en-Thymerais est situé dans l'académie d'Orléans-Tours en zone B et les établissements présents sur son territoire sont placés sous l'autorité des services du directeur académique des services de l'Éducation nationale (DSDEN) d'Eure-et-Loir. Ces administrations représentent au niveau local le ministère de l'Éducation nationale qui pilote sur le plan national le système éducatif français. C'est la carte scolaire qui régie l'enseignement sur la commune. La ville dispose de plusieurs établissements scolaires d'enseignement public ou d'privé.

#### Enseignement primaire
Les établissements d'enseignement primaire de la commune appartiennent à la circonscription territoriale du premier degré de Dreux II des services de la DSDEN d'Eure-et-Loir. Ces établissements scolaires se répartissent entre écoles maternelles et écoles élémentaires.

##### Les écoles maternelles
L'école maternelle est une école qui accueille de très jeunes enfants pour les préparer aux apprentissages fondamentaux de la lecture, de l'écriture et du calcul. C'est une période préparatoire à l'enseignement élémentaire : les objectifs essentiels sont la socialisation, la mise en place du langage, du nombre et du geste graphique.
Les établissements communaux sont :
- école maternelle Francine Coursaget
- école maternelle privée Notre-Dame

##### Les écoles élémentaires
L'objectif principal de l'école élémentaire est d'enseigner aux enfants les savoirs fondamentaux tels que l'apprentissage de la lecture (lire), de l'écriture (écrire)et du calcul (compter). Les activités d'éveil (activités artistiques et ludiques) y restent importantes, surtout dans les premières classes.
Les établissements communaux sont :
- école élémentaire Georges Houdard
- école élémentaire privée Notre-Dame

#### Enseignement secondaire
Les établissements d'enseignement secondaire comprennent les collèges et les lycées dont l'enseignement est sanctionné par des diplômes.
La commune ne compte qu'un collège, celui de la Pajotterie. L'enseignement s'y déroule sur quatre années de la 6e à la 3e et correspond au premier cycle des études du second degré. Elles sont sanctionnées par le diplôme national du brevet (DNB), anciennement BEPC.

#### Orientation
Au niveau de l'orientation, Châteauneuf dépend du centre d'information et d'orientation (CIO) de Dreux, l'un des quatre CIO que compte le département d'Eure-et-Loir. Les informations proposées par les CIO peuvent être complétées par celles proposées sur le plan national par l'Office national d'information sur les enseignements et les professions (Onisep). Placé sous la tutelle commune des ministères de l'Éducation nationale et de l'Enseignement supérieur et de la Recherche, cet organisme a pour vocation d'offrir toutes les informations sur les études et les métiers : formations, établissements formateurs, débouchés, etc.

### Santé
Châteauneuf est pourvue de professionnels de santé : pharmacies, médecins, dentiste, infirmiers, kinésithérapeutes mais n'est pas dotée d'un hôpital. Néanmoins, deux centres hospitaliers d'importance sont situés à moins de 30 km (Le centre hospitalier de Dreux et celui de Chartres) et ces deux villes possèdent également des cliniques. La ville possède néanmoins un petit hôpital local/maison de retraite dont les origines remontent au Moyen Âge comme l'attestent certains écrits du XIIIe siècle où il est évoqué l'hostel Dieu, ainsi que la maladrerie de Saint-Laurent à Thimert.

### Sports

#### Équipements sportifs
La forêt domaniale de Châteauneuf qui s'étend sur 1 500 ha offre de nombreux sentiers dont un parcours santé aménagé. La ville dispose par ailleurs de deux stades (les stades Houdard et de La Pajotterie), d'une piscine, d'un complexe sportif intercommunal ainsi que de quelques courts de tennis. L'AST (Association Sportive du Thymerais) comporte de nombreuses sections : handball, football, badminton, tennis de table, marche, cyclisme, judo, karaté, tir sportif...

#### Clubs Sportifs
- AST Châteauneuf-en-Thymerais Handball évoluant pour la saison 11/12 en Prénational (1re division régionale)

### Médias
Châteauneuf ne possède pas de journal ni de radio. Néanmoins, les journaux régionaux et départementaux traitent régulièrement de la ville et de son canton. On peut notamment cité le quotidien régional La République du Centre publié depuis Orléans, le quotidien départemental L'Écho républicain édité depuis Chartres.
Bien qu'ils ne traitent que rarement de l'actualité locale, on y trouve également les hebdomadaires des départements voisins: Le Perche de Mortagne-au-Perche et Le Réveil Normand de l'Aigle.
L'hebdomadaire L'Action Républicaine basé à Dreux qui traitait de l'actualité locale a arrêté d'être publié en 2010.
Un nouvel hebdomadaire, Village info 28, traite de l'actualité locale du nord-ouest du département.
L'information sur la ville peut être complétée également sur les ondes par l'écoute de la radio régionale Intensité qui émet sur 91.1FM à partir de Chartres et de Radio Trois Vallées qui émet depuis Dreux.
Enfin, des informations sur la région et le département peuvent être relayées sur la chaîne de télévision régionale France 3 Paris Île-de-France-Centre.

### Cultes
- Catholiques : Châteauneuf dépend du doyenné des Forêts[59], l'un des sept doyennés du diocèse de Chartres et de la paroisse Bienheureux François de Laval en Thymerais[60] qui regroupe 30 communes. La commune possède une église dédiée à Notre-Dame-du-Pasme. Un calvaire s'élève à la sortie de la ville sur la route de Dreux. Au Sud-Est s'élevait le chêne Lorette situé à l'entrée de la forêt sur la route de Saint-Maixme. Un bas-relief dédié à Notre-Dame est également visible sur une maison de la rue du Général-de-Gaulle.
- Protestants : La présence d'une communauté protestante dans la ville est attestée aux alentours de 1563[61]. Néanmoins aucun lieu de culte protestant n'existe dans la ville.

## Économie
La ville a longtemps vécu de l'agriculture et du commerce avant de s'industrialiser progressivement dans la seconde moitié du XXe siècle mais néanmoins dans une faible mesure.
L'agriculture mixte élevage (notamment de bovins)/culture de céréales a progressivement laissé place à partir des années 1960/1970 à la seule culture de céréales (blé, maïs). Le commerce, assez florissant jusque dans les années 1960 à progressivement périclité avec l'arrivée des grandes surfaces et le changement des habitudes de consommations. (On comptait dans les années 1960, 9 épiceries, 4 boucheries-charcuteries, 10 cafés, 3 hôtels-restaurants, 3 mécaniciens, 4 boulangeries-patisseries, 3 coiffeurs, 1 libraires, 3 quincailleries, 3 magasins d'habillages etc. et même une usine textile). Nombre de commerces notamment alimentaires ont ainsi disparu de la ville au cours des années ainsi que le marché de la place Saint-Clair pourtant encore très vivant et fréquenté au début des années 1970. L'offre commerciale de la ville s'établit aujourd'hui principalement avec des commerces dans les rues Jean Moulin et de Dreux. La ville possède également un supermarché, ainsi qu'une supérette et garde son marché de la rue de Dreux. L'industrialisation qui s'était faite progressivement à partir des années 1960-70 avec la création d'une zone industrielle et l'implantation de différentes entreprises a marqué le pas dans les années 1980.
Châteauneuf se situe également non loin des bassins d'emplois de Chartres et de Dreux. Située à moins de 30 km à l'est de Châteauneuf, Chartres est le centre du plus important pôle de compétitivité de France, la Cosmetic Valley avec ses 550 entreprises et ses 47 000 emplois. Dreux, située à moins de 30 km au nord de Châteauneuf est connue pour son nombre d'entreprises liées à l'industrie pharmaceutique.

### Revenus de la population et fiscalité
En 2008, le revenu fiscal médian par ménage était de 16 393 €, ce qui plaçait Châteauneuf au 20 220e rang  parmi les 31 604 communes de plus de 50 ménages en métropole.

### Emploi
Le taux d'activité en 2008 est de 60,1 % pour la tranche d'âge 15 - 24 ans, 91,2 % pour la tranche d'âge 25 - 54 ans, et 35,1 % pour la tranche d'âge 55 - 64 ans.
Répartition de la population active par catégories socioprofessionnelles (recensement de 2008-1999)
|                             | Agriculteurs | Artisans, commerçants, chefs d'entreprise | Cadres, professions intellectuelles | Professions intermédiaires | Employés | Ouvriers |
| --------------------------- | ------------ | ----------------------------------------- | ----------------------------------- | -------------------------- | -------- | -------- |
| 2008                        | 1,08 %       | 5,05 %                                    | 2,89 %                              | 20,21 %                    | 32,13 %  | 38,63 %  |
| 1999                        | 1,44 %       | 6,47 %                                    | 5,03 %                              | 16,19 %                    | 31,65 %  | 39,21 %  |
| Sources des données : INSEE |              |                                           |                                     |                            |          |          |

Répartition des emplois par domaine d'activité (recensement de 2008-1999)
|                             | Agriculteurs | Industrie | Construction | Commerce transports services divers | Administration publique enseignement action sociale |
| --------------------------- | ------------ | --------- | ------------ | ----------------------------------- | --------------------------------------------------- |
| 2008                        | 1,9 %        | 18,9 %    | 14,0 %       | 42,1 %                              | 23,1 %                                              |
| 1999                        | 2,6 %        | 22,0 %    | 8,2 %        | 35,5 %                              | 31,7 %                                              |
| Sources des données : INSEE |              |           |              |                                     |                                                     |

## Culture locale et patrimoine

### Lieux et monuments

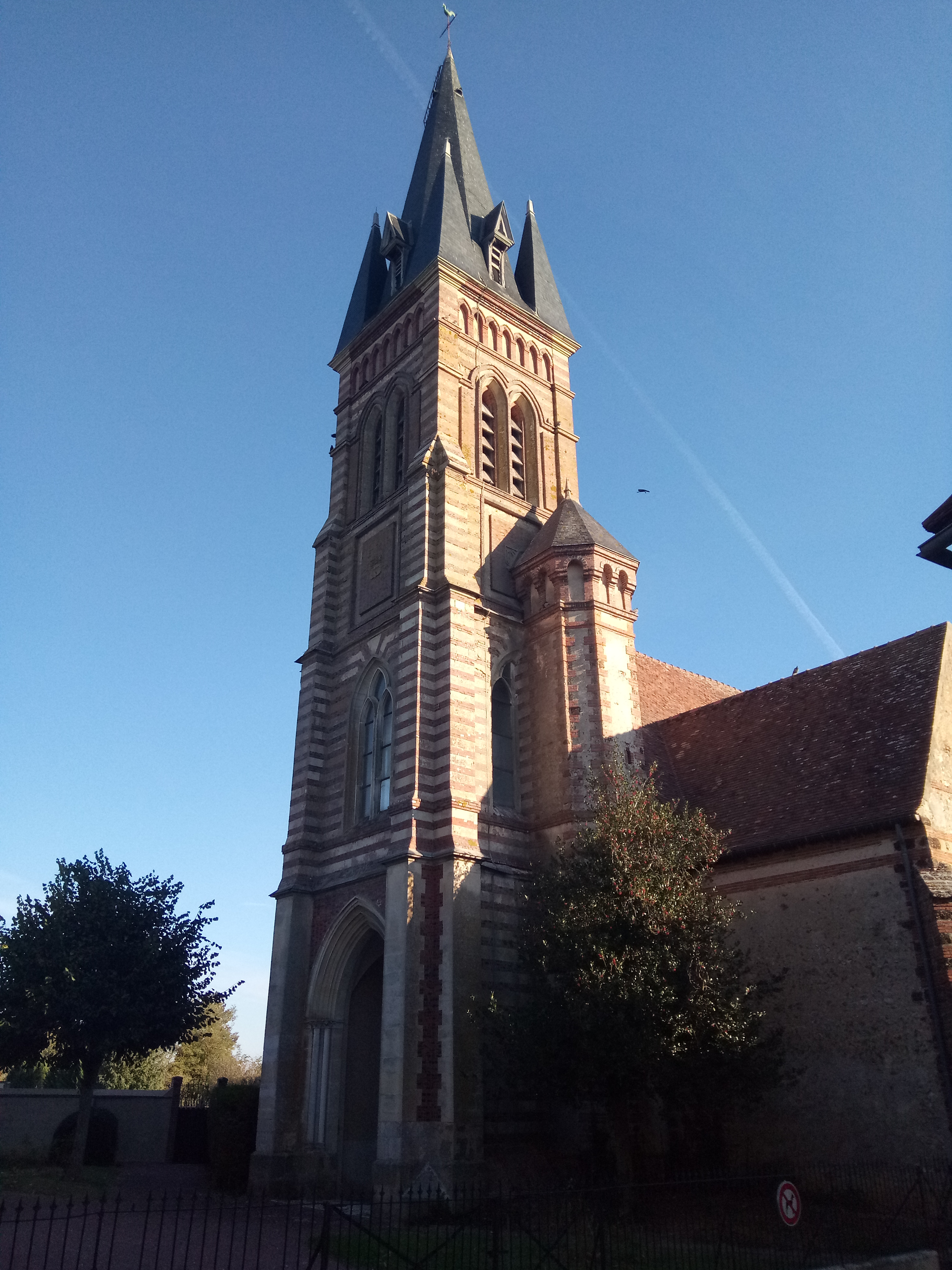
Le clocher-porche de l'église Notre-Dame-du-Pasme, dont la première pierre a été posée le 18 juin 1864.

#### Église Notre-Dame-du-Pasme
Rescapée de la destruction de la forteresse en 1591, la chapelle du château devint église paroissiale. Elle fut un important pèlerinage régional (chapelle Notre-Dame-du-Pasme). Ce culte très répandu en Italie fut développé dans le Thymerais par un seigneur de Châteauneuf de la branche des Princes de Mantoue.
Son clocher abrite deux cloches, baptisées l'une en 1809 (Jeanne Françoise) et l'autre en 1825 (Caroline).

#### Chapelle Saint-Thomas
La chapelle se situe près de la porte du pont Tabarin (Thimert) et est dédiée à Saint Thomas Becket archevêque de Cantorbéry (Canterbury). Elle est construite en maçonnerie de pierres de silex et couverte en tuiles à partir de 1189 par Édouard Grin.
Hors des fortifications, elle eut à subir les différents sièges que la ville de Châteauneuf eut à soutenir à diverses reprises, qui ont entrainé des dégradations très sérieuses nécessitant une restauration complète.
Cette chapelle a été fermée au culte en 1789 et vendue comme bien national. Elle est toujours dans le domaine privé.

#### Motte castrale arasée de Thimert
Découverte en juillet 1998 par le biais de l'archéologie aérienne, les traces de la motte sont situées sur la commune de Thimert, à quelques mètres des limites de Châteauneuf (sortie de Châteauneuf, à droite sur la route en direction de Bigeonette en passant par le lieu-dit le Printemps), elle est sans aucun doute la motte qui fut occupée par Guillaume, duc de Normandie, l'été 1058 et que dut assiéger le roi de France Henri Ier pour essayer de l'en déloger. L'armée royale assiégeait encore Thimert quand le roi Henri Ier mourut à Dreux le 4 août 1060. Elle fut rasée pour ne pas retomber aux mains des ennemis.

#### Piscine de la Pajotterie
Aux abords de la forêt, à droite sur la D 928 qui relie Chateauneuf à Dreux (rue Emile-Vivier), à la sortie de Châteauneuf, une propriété ombragée est affectée au parc des sports avec piscine chauffée qui est depuis 2012 définitivement fermée, stade et terrains de tennis.

#### Forêt domaniale
La forêt domaniale de Châteauneuf s'étend sur près de 1743 hectares au cœur du plateau céréalier du Thymerais, entre les terroirs de la vallée de l’Eure et du Perche. Elle est une ancienne forêt royale qui possède une richesse botanique et deux pyramides du (XVIIIe siècle) situées au Rond de France et au Rond du Roi. Il est probable que ces édifices servaient de bornes et de points de ralliement pour la chasse à courre sous l’Ancien Régime.
Un circuit de randonnée en VTT de 24 km existe au départ de Châteauneuf et va jusqu'à la vallée de la Blaise via les villages de Saint-Ange-et-Torçay, Saint-Jean-de-Rebervilliers et Fontaine-les-Ribouts.
Gérée par l'Office national des forêts (ONF), elle a été formée par la réunion de l’ancienne forêt royale, de divers bois appartenant à des religieux et par l’acquisition en 1965 du Bois de Jaudrais. Elle est affectée principalement à la production de bois d’œuvre d’essences feuillues diverses, dont l’essence principale est le chêne.

#### Chemin romain
La D 138 qui, dans la forêt, délimite aujourd'hui le nord de la commune avec Saint-Jean-de-Rebervilliers), recouvre un ancien chemin romain reliant Chartres à Condé-sur-Iton.

Lieux et monuments de Châteauneuf-en-Thymerais
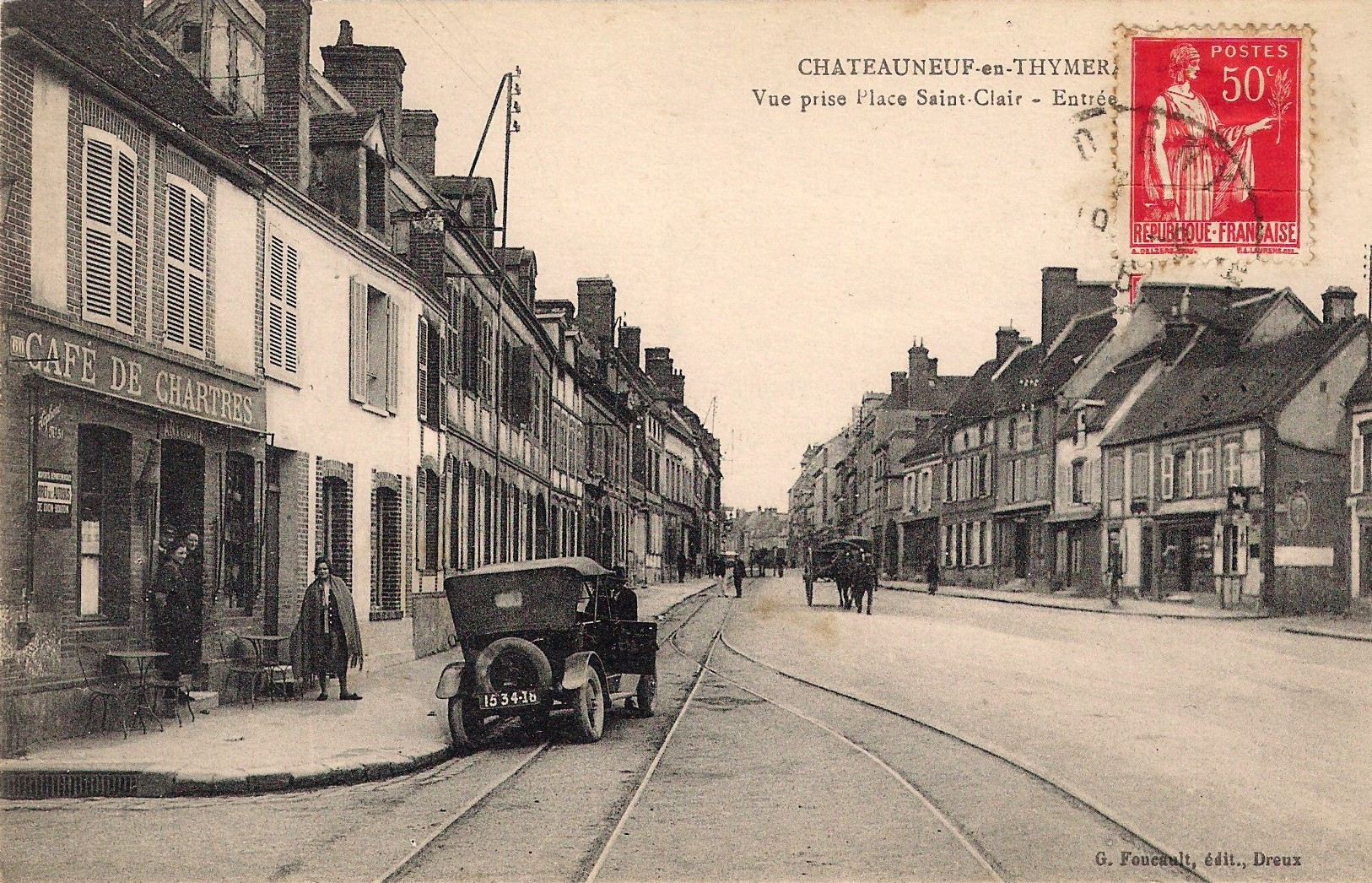
Vue prise Place Saint-Clair, avant 1936.
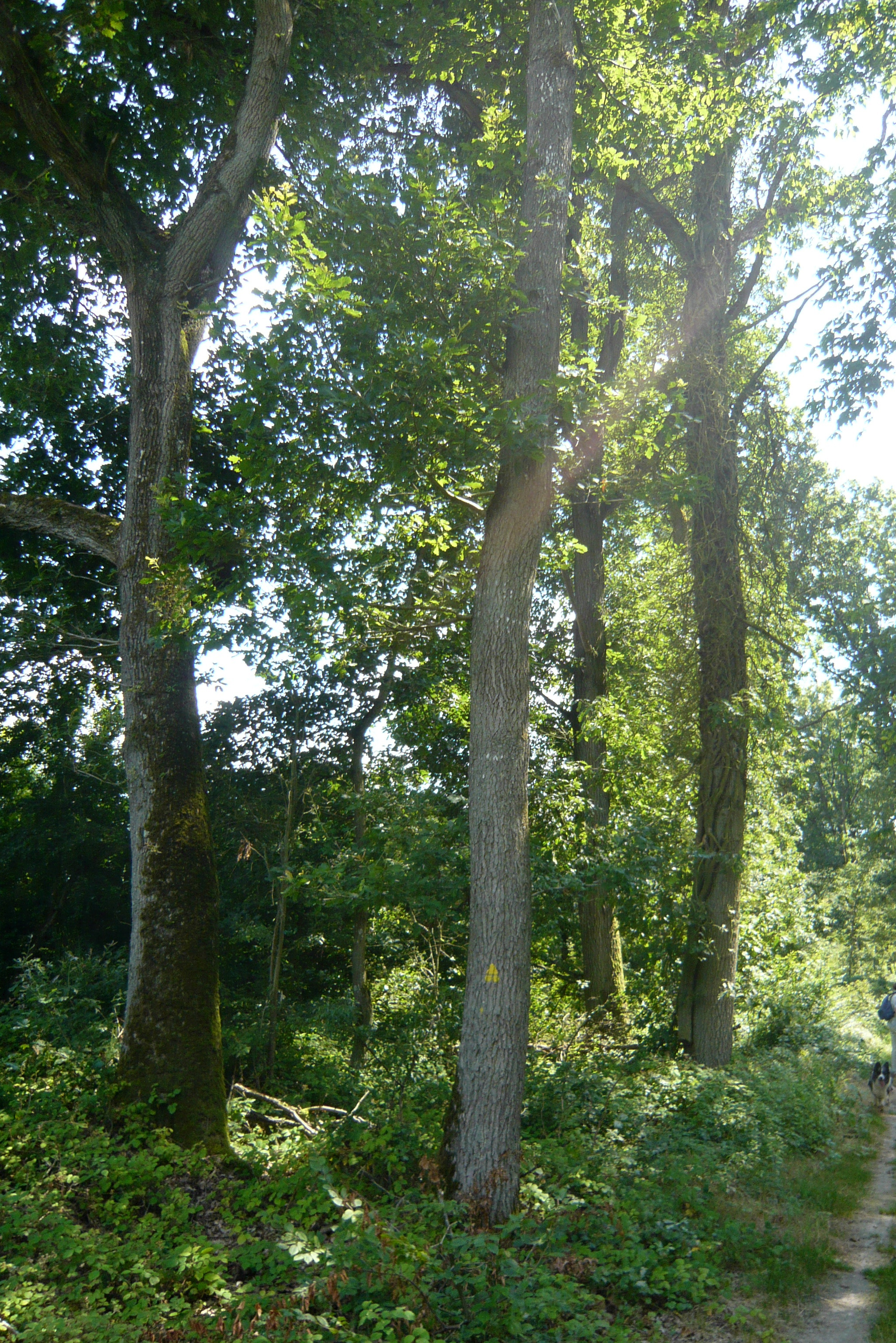
La forêt de Châteauneuf sur la route de Dreux.

### Personnalités liées à la commune

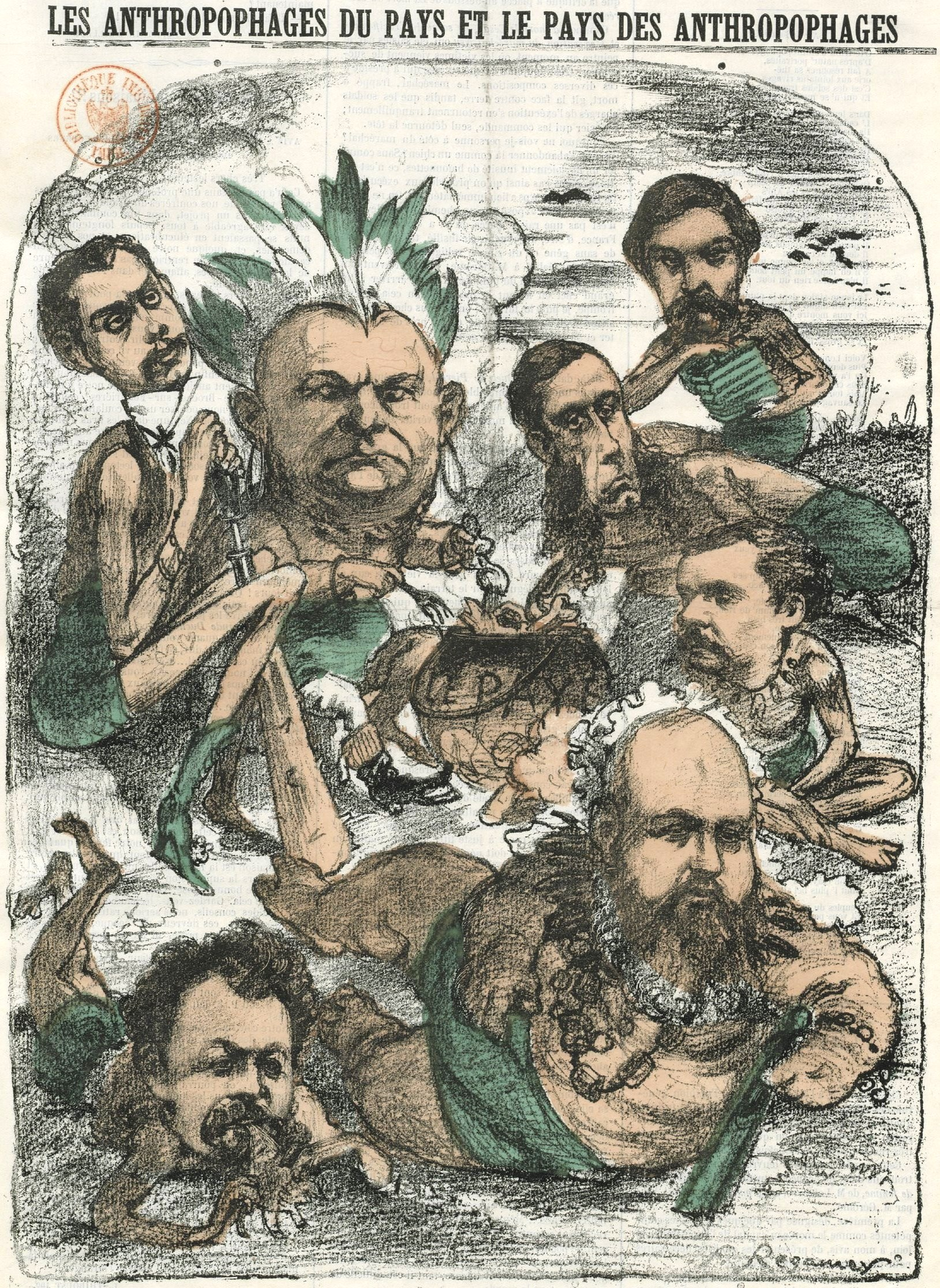
Gaston de Saint-Valry (en haut, à droite), L'Indépendance parisienne, 1868.

- Jacques Du Lorens (1580-1655), poète français, président au bailliage de Châteauneuf.
- Une liste des membres de la Compagnie du Papeguay[67] (ancêtre de la Garde Nationale) aux alentours de 1650.
- Jean-François Dreux du Radier (1714-1780), né à Châteauneuf, érudit français et lieutenant particulier au bailliage de Châteauneuf.
- Rémy Claye (1735-?), né au Boullay-les-Deux-Églises, député de Châteauneuf-en-Thymerais à l'Assemblée Nationale en 1789 du Tiers état pour le Bailliage de Châteauneuf-en-Thymerais.
- Nicolas-Jean-René Texier (1749-1832), chanoine de Chartres, député du clergé à l'Assemblée nationale en 1789 pour le bailliage de Châteauneuf-en-Thymerais.
- Jean-François Loiseau (1751-1809), homme politique né et mort à Châteauneuf-en-Thymerais, député d'Eure-et-Loir.
- Marie-Gabriel-Louis-François Périer (1752-1815), ancien notaire à Paris, député à l'Assemblée nationale en 1789 du Tiers état pour le bailliage de Châteauneuf-en-Thymerais.
- Boniface de Castellane, comte de Castellane (1758-1837) colonel de cavalerie au moment de la Révolution - député de la noblesse aux États Généraux de 1789 pour le bailliage de Châteauneuf-en-Thymerais.
- Famille de Tascher, originaire de Châteauneuf-en-Thymerais, connue pour avoir donné à l'Empire français une impératrice en la personne de Marie-Josèphe Rose Tascher de la Pagerie dite Joséphine de Beauharnais (1763-1814).
- Charles Robert Joseph de Tascher de la Pagerie, né en 1817 à Vauclin, l'un des cousins de l'impératrice Joséphine de Beauharnais ; meurt en 1888 à Châteauneuf. Il habitait le manoir de la Romphaye ou de la Hallière sur la commune de Digny[68]
- Gaston Souillard de Saint-Valry (5 novembre 1828 - 25 mai 1881), né à Châteauneuf, fait des études au petit séminaire diocésain et les achève au collège Stanislas de Paris. Il débute dans la presse comme critique dramatique au Pays, puis dirige la direction politique de La Patrie qu'il abandonne en 1870 pour se consacrer à la critique littéraire dans le même journal. Il est secrétaire de la correspondance de Napoléon Ier (1854-1859), auteur d'un volume de poésie oublié, Les Napoléones (1866) et d'un recueil de ses meilleurs articles littéraires et politiques intitulé Souvenirs et réflexions politiques, documents pour servir à l'histoire contemporaine[69].
- Ernest de Gengenbach (1903-1979), homme d'église, écrivain et poète surréaliste français, mort à Châteauneuf.
- Émile Vivier (1905-1991), maire, député, sénateur et président du Conseil général d'Eure-et-Loir
- Michel Boisrond (1921-2002), scénariste et réalisateur français
- Robert Badinter (1928-2024), résidait à Châteauneuf-en-Thymerais en 1972[70]
- Margaux Bourdin (née en 1997), Miss Centre-Val de Loire en 2015[réf. nécessaire].
- M. de Quévrémont, personnage fictif du roman Latréaumont (1838) d'Eugène Sue présenté comme seigneur d'Eudreville et Boudeville, gentilhomme de la baronnie de Châteauneuf-en-Thymerais[71].

### Héraldique
|  | Les armes de la commune se blasonnent ainsi : de sinople au château d’argent, au chef cousu d’azur chargé de trois fleurs de lys d’or. Les armoiries de la commune furent données par Jeanne d'Albret qui administra la ville durant la minorité d'Henri IV. |